# Primera División de Chile 1990
Primera División de Chile 1990 var den chilenska högstaligan i fotboll för herrar för säsongen 1990, som slutade med att Colo-Colo vann för sjuttonde gången.

## Kvalificering för internationella turneringar
- Copa Libertadores 1991
  - Vinnaren av Primera División: Colo-Colo
  - Vinnaren av Liguilla Pre-Libertadores: Deportes Concepción

## Sluttabell
Vinnaren av Copa Chile 1990 fick två extra bonuspoäng, dessutom fick alla semifinalister förutom vinnaren ett bonuspoäng. Dessa bonuspoäng redovisas i tabellen under "BP".
| Plac. | Lag                  | S  | V  | O  | F  | BP | GM | IM | MSK | Poäng |
| ----- | -------------------- | -- | -- | -- | -- | -- | -- | -- | --- | ----- |
| 1     | Colo-Colo            | 30 | 17 | 10 | 3  | 2  | 60 | 22 | 38  | 46    |
| 2     | Universidad Católica | 30 | 13 | 11 | 6  | 1  | 64 | 41 | 23  | 38    |
| 3     | Unión Española       | 30 | 13 | 10 | 7  | 1  | 60 | 37 | 23  | 37    |
| 4     | O'Higgins            | 30 | 15 | 4  | 11 | 1  | 52 | 45 | 7   | 35    |
| 5     | Palestino            | 30 | 12 | 9  | 9  | 0  | 52 | 45 | 7   | 33    |
| 6     | Deportes Concepción  | 30 | 12 | 9  | 9  | 0  | 41 | 45 | -4  | 33    |
| 7     | Cobreloa             | 30 | 11 | 9  | 10 | 0  | 44 | 42 | 2   | 31    |
| 8     | Deportes La Serena   | 30 | 9  | 12 | 9  | 0  | 44 | 41 | 3   | 30    |
| 9     | Cobresal             | 30 | 9  | 11 | 10 | 0  | 34 | 38 | -4  | 29    |
| 10    | Fernández Vial       | 30 | 7  | 13 | 10 | 0  | 29 | 49 | -20 | 27    |
| 11    | Universidad de Chile | 30 | 7  | 12 | 11 | 0  | 37 | 39 | -2  | 26    |
| 12    | Santiago Wanderers   | 30 | 7  | 12 | 11 | 0  | 39 | 53 | -14 | 26    |
| 13    | Naval                | 30 | 8  | 9  | 13 | 0  | 32 | 47 | -15 | 25    |
| 14    | Everton              | 30 | 7  | 10 | 13 | 0  | 30 | 42 | -12 | 24    |
| 15    | Deportes Iquique     | 30 | 9  | 6  | 15 | 0  | 43 | 56 | -13 | 24    |
| 16    | Huachipato           | 30 | 3  | 15 | 12 | 0  | 24 | 43 | -19 | 21    |

|  | Mästare och kvalificerade till Copa Libertadores 1991. |
|  | Kvalificerade till Liguilla Pre-Libertadores.          |
|  | Till nedflyttningskval.                                |
|  | Nedflyttade till Segunda División.                     |

| Primera División Vinnare av Primera División 1991 |
| ------------------------------------------------- |
| Chile                                             |
| Colo-Colo 17:e titeln                             |

## Liguilla Pre-Libertadores
| Plac. | Lag                  | S | V | O | F | GM | IM | MSK | Poäng |
| ----- | -------------------- | - | - | - | - | -- | -- | --- | ----- |
| 1     | Deportes Concepción  | 3 | 2 | 0 | 1 | 5  | 4  | 1   | 4     |
| 2     | Universidad Católica | 3 | 1 | 1 | 1 | 6  | 5  | 1   | 3     |
| 3     | O'Higgins            | 3 | 1 | 1 | 1 | 3  | 5  | -2  | 3     |
| 4     | Unión Española       | 3 | 1 | 0 | 2 | 3  | 3  | 0   | 2     |

## Nedflyttningskval
Både Naval och Everton vann sina matcher i nedflyttningskvalet och fick fortsätta spela i den högsta divisionen även säsongen 1991.